# The Ophidian Trek
The Ophidian Trek – drugie wydawnictwo DVD szwedzkiej grupy muzycznej Meshuggah. Wydawnictwo ukazało się 29 września 2014 roku nakładem wytwórni muzycznej Nuclear Blast.

## Lista utworów
DVD
1. Swarmer
2. Swarm
3. Combustion
4. Rational Gaze
5. Obzen
6. Lethargica
7. Do Not Look Down
8. The Hurt That Finds You First
9. I Am Colossus
10. Bleed
11. Demiurge
12. New Millennium Cyanide Christ
13. Dancers To A Discordant System
14. Mind's Mirrors / In Life - Is Death / In Death - Is Death
15. The Last Vigil

CD 1
| Nr | Tytuł utworu                    | Długość |
| -- | ------------------------------- | ------- |
| 1. | „Swarmer”                       | 1:58    |
| 2. | „Swarm”                         | 5:22    |
| 3. | „Combustion”                    | 4:21    |
| 4. | „Rational Gaze”                 | 5:04    |
| 5. | „Obzen”                         | 5:21    |
| 6. | „Lethargica”                    | 6:04    |
| 7. | „Do Not Look Down”              | 4:57    |
| 8. | „The Hurt That Finds You First” | 5:46    |
| 9. | „I Am Colossus”                 | 4:49    |
|    |                                 | 43:42   |

CD 2
| Nr | Tytuł utworu                                                | Długość |
| -- | ----------------------------------------------------------- | ------- |
| 1. | „Bleed”                                                     | 7:21    |
| 2. | „Demiurge”                                                  | 5:18    |
| 3. | „New Millennium Cyanide Christ”                             | 5:08    |
| 4. | „Dancers To A Discordant System”                            | 10:14   |
| 5. | „Mind's Mirrors / In Life - Is Death / In Death - Is Death” | 14:11   |
| 6. | „The Last Vigil”                                            | 4:09    |
|    |                                                             | 46:21   |

## Twórcy albumu
- Jens Kidman - wokal
- Fredrik Thordendal - gitara
- Mårten Hagström - gitara rytmiczna
- Tomas Haake - perkusja
- Dick Lövgren - gitara basowa
- Thomas Jensen - produkcja
- Limpan - mastering
- Daniel Bergstrand - miksowanie
- Sebastian Richter - miksowanie
- Fredrik Thordendal - produkcja, edycja
- Mick Gordan - produkcja, miksowanie